# Alpha Pavonis
Alpha Pavonis (Peacock, Joo Tseo, 99 Pavonis) é uma estrela na direção da Pavo. Possui uma ascensão reta de 20h 25m 38.85s e uma declinação de −56° 44′ 05.6″. Sua magnitude aparente é igual a 1.94. 